# San Diego Film Critics Society Awards 2015
20. ročník předávání cen San Diego Film Critics Society Awards se konal dne 14. prosince 2015.

## Vítězové a nominovaní

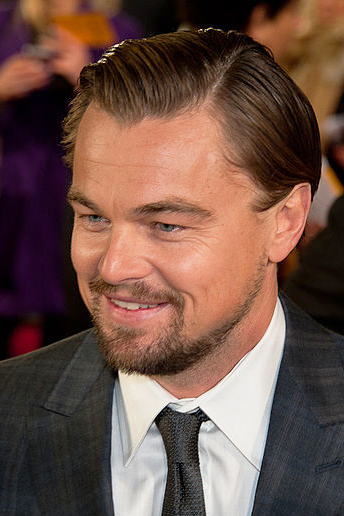
Leonardo DiCaprio vítěz v kategorii nejlepší herec v hlavní roli

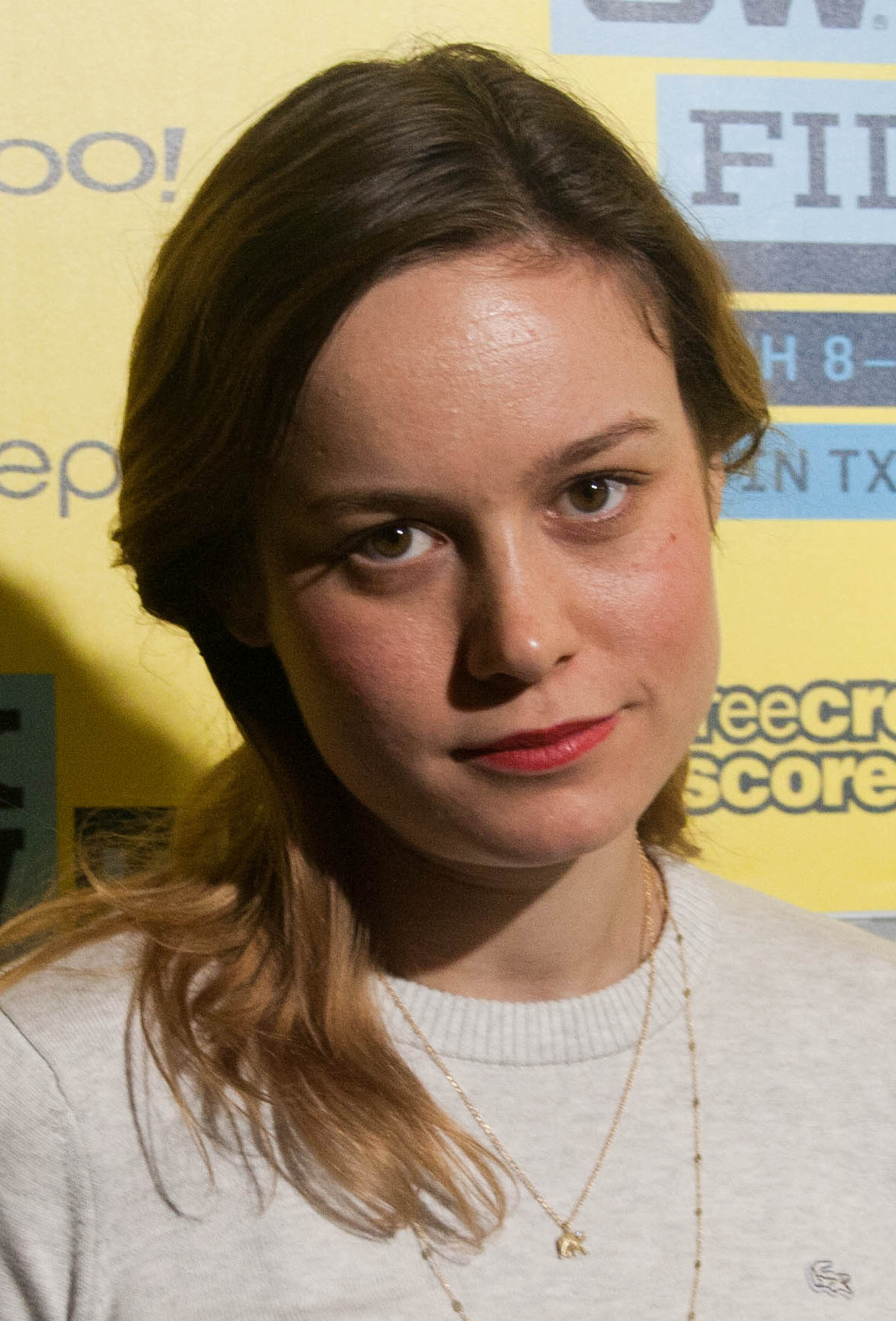
Brie Larson, vítězka v kategorii nejlepší ženský herecký výkon v hlavní roli

### Nejlepší film
Šílený Max: Zběsilá cesta
- Brooklyn
- Ex Machina
- Room
- Spotlight

### Nejlepší režisér
George Miller – Šílený Max: Zběsilá cesta
- Lenny Abrahamson – Room
- John Crowley – Brooklyn
- Alejandro González Iñárritu – Revenant Zmrtvýchvstání
- Tom McCarthy – Spotlight

### Nejlepší adaptovaný scénář
Emma Donoghue – Room
- Drew Goddard – Marťan
- Nick Hornby – Brooklyn
- Charlie Kaufman – Anomalisa
- Donald Margulies – Konec šňůry

### Nejlepší původní scénář
Jemaine Clement a Taika Waititi – Co děláme v temnotách
- Noah Baumbach – Mistress America
- Alex Garland – Ex Machina
- Tom McCarthy a Josh Singer – Spotlight
- Quentin Tarantino – Osm hrozných

### Nejlepší herec v hlavní roli
Leonardo DiCaprio – Revenant Zmrtvýchvstání
- Bryan Cranston – Trumbo
- Matt Damon – Marťan
- Jason Segel – Konec šňůry
- Jacob Tremblay – Room

### Nejlepší herečka v hlavní roli
Brie Larson – Room
- Charlotte Rampling – 45 let
- Saoirse Ronan – Brooklyn
- Charlize Theron – Šílený Max: Zběsilá cesta
- Alicia Vikander – Ex Machina

### Nejlepší herec ve vedlejší roli
Tom Noonan – Anomalisa
- RJ Cyler – Já, Earl a holka na umření
- Paul Dano – Love & Mercy
- Oscar Isaac – Ex Machina
- Mark Rylance – Most špionů

### Nejlepší herečka ve vedlejší roli
Jennifer Jason Leigh - Osm hrozných
- Olivia Cooke – Já, Earl a holka na umření
- Helen Mirren – Trumbo
- Kristen Stewart – Sils Maria
- Alicia Vikander – Ex Machina

### Nejlepší dokument
Země kartelů
- Amy
- Dal mi jméno Malála
- Meru
- The Wrecking Crew

### Nejlepší cizojazyčný film
Taxi Teherán
- Dobrou, mámo
- Fénix
- Holub seděl na větvi a rozmýšlel o životě

### Nejlepší animovaný film
Anomalisa
- Hodný dinosaurus
- V hlavě
- Snoopy a Charlie Brown. Peanuts ve filmu
- Ovečka Shaun ve filmu

### Nejlepší kamera
Roger Deakins – Sicario: Nájemný vrah
- Yves Bélanger – Brooklyn
- Emmanuel Lubezki – Revenant Zmrtvýchvstání
- John Seale – Šílený Max: Zběsilá cesta
- Dariusz Wolski – Marťan

### Nejlepší střih
Margaret Sixel a Jason Ballantine – Šílený Max: Zběsilá cesta
- Michael Kahn – Most špiónů
- Stephen Mirrione – Revenant Zmrtvýchvstání
- Nathan Nugent – Room
- Pietro Scalia – Marťan
- Joe Walker – Sicario: Nájemný vrah

### Nejlepší vizuální efekty
Muž na laně
- Ex Machina
- Jurský svět
- Šílený Max: Zběsilá cesta
- Marťan

### Nejlepší výprava
François Séguin – Brooklyn
- Mark Digby – Ex Machina
- Colin Gibson – Šílený Max: Zběsilá cesta
- Arthur Max – Marťan
- Adam Stockhausen – Most špiónů

### Nejlepší zvuk
Šílený Max: Zběsilá cesta
- Ex Machina
- Love & Mercy
- Marťan
- Sicario: Nájemný vrah

### Objev roku
Jacob Tremblay
- Abraham Attah
- Sean Baker
- Emory Cohen
- Alicia Vikander

### Nejlepší použití hudby
Osm hrozných
- Love & Mercy
- Šílený Max: Zběsilá cesta
- Sicario: Nájemný vrah
- Straight Outta Compton

### Nejlepší obsazení
Co děláme v temnotách
- Sázka na nejistotu
- Osm hrozných
- V hlavě
- Spotlight
- Straight Outta Compton